# Northern Lions FC
Northern Lions Club, auch bekannt als Northern Lions-Mahsa, ist ein Fußballverein aus Kangar, Perlis. Aktuell spielt die Fußballmannschaft in der dritthöchsten Liga des Landes, nämlich der Malaysia M3 League.

## Erfolge
- Malaysia M4 League: 2019 (2. Platz)

## Stadion

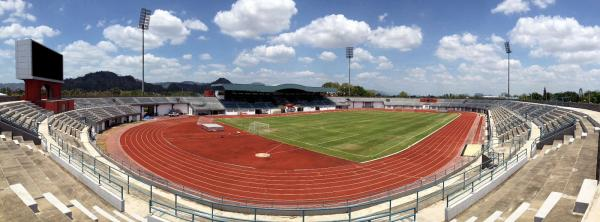
Tuanku Syed Putra Stadium

Seine Heimspiele trägt der Verein im Tuanku Syed Putra Stadium in Kangar, Perlis, aus. Das Stadion hat ein Fassungsvermögen von 20.000 Personen.
Koordinaten: 6° 27′ 1,6″ N, 100° 12′ 2″ O

## Spieler
Stand: August 2020
| Nr. |          | Position | Name                     |
| --- | -------- | -------- | ------------------------ |
| 1   | Malaysia | TW       | Khairulnajmi Ahmad Sandi |
| 2   | Malaysia | AB       | Noor Hazrul Mustafa      |
| 4   | Malaysia | AB       | Kamal Arif Azrai         |
| 5   | Malaysia | MF       | Amirul Muhamad           |
| 6   | Malaysia | MF       | Uwais Hazisukino         |
| 7   | Malaysia | MF       | Asharul Norasrizam       |
| 8   | Malaysia | ST       | Nasri Ahmad Thauhid      |
| 9   | Thailand | ST       | Faiso Che-moh            |
| 10  | Malaysia | MF       | Anas Shaharom            |
| 11  | Malaysia | MF       | Wan Khairul Faiz         |
| 12  | Malaysia | ST       | Aliff Najmie Yusri       |
| 13  | Malaysia | MF       | Mohd Faiz Subri          |

| Nr. |          | Position | Name                                  |
| --- | -------- | -------- | ------------------------------------- |
| 14  | Malaysia | AB       | Ezzrul Ikmanizar (Mannschaftskapitän) |
| 16  | Malaysia | MF       | Junaidi Shafiai                       |
| 17  | Malaysia | ST       | Ikhmal Faiz Azmi                      |
| 18  | Thailand | ST       | Abdul Basit Salaeh                    |
| 19  | Malaysia | ST       | Faizal Kadir                          |
| 20  | Malaysia | MF       | Khairul Affandi Azaimi                |
| 21  | Malaysia | ST       | Jazli Jaafar                          |
| 22  | Malaysia | TW       | Hairol Fazreen                        |
| 23  | Malaysia | AB       | Syazwi Suhaimi                        |
| 24  | Malaysia | ST       | Ahmad Fakri Saarani                   |
| 25  | Malaysia | ST       | Izzat Najmi Norhizamardin             |

## Saisonplatzierung
| Saison | Līga               | Platz | FA Cup             |
| ------ | ------------------ | ----- | ------------------ |
| 2019   | Malaysia M4 League | 2. ▲  | Nicht qualifiziert |
| 2020   | Malaysia M3 League |       | Vorrunde           |
| 2021   | Malaysia M3 League |       |                    |

Die Saison 2020 wurde wegen der COVID-19-Pandemie abgebrochen.